# Hu Qiheng

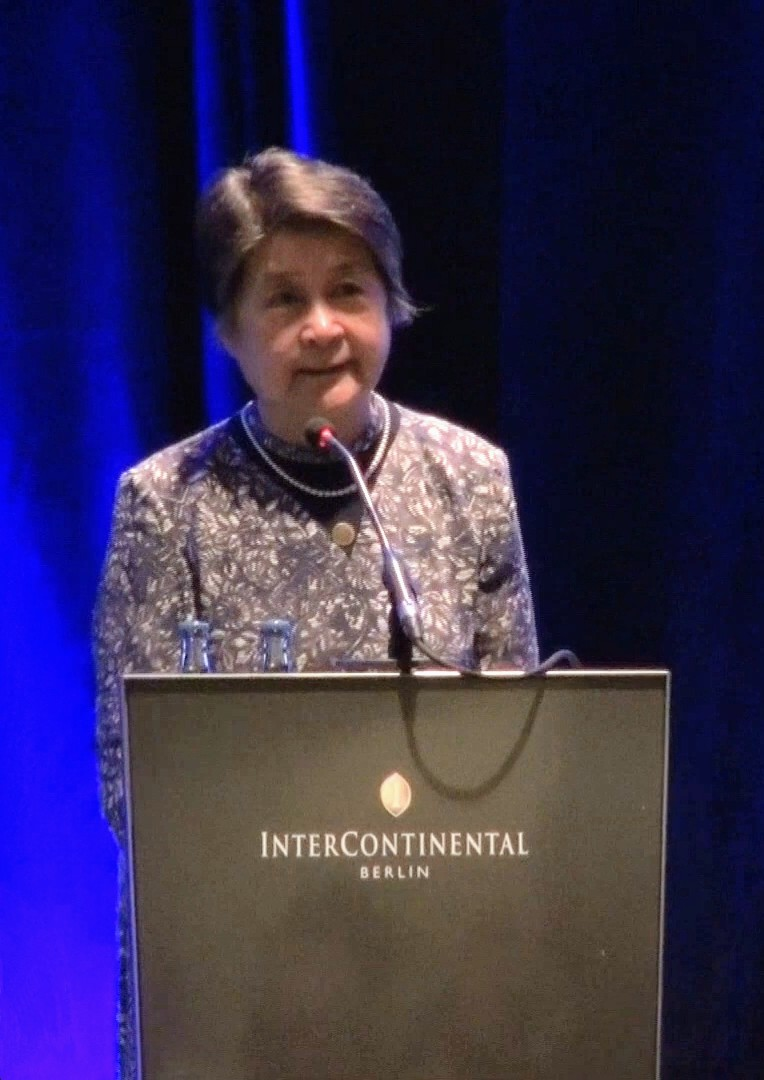
Qiheng Hu (2013)

 Hu Qiheng  (* 15. Juni 1934 in Peking, China) ist eine chinesische Informatikerin und Hochschullehrerin. Als eine der ersten Forscherinnen auf dem Gebiet der Musteridentifikation und künstlichen Intelligenz in China forscht sie als Professorin an der Chinesischen Akademie der Wissenschaften in Peking und ist Mitglied der Chinesischen Akademie der Ingenieurwissenschaften.

## Leben und Werk
Hu studierte Ingenieurwissenschaften in Moskau, wo sie auch 1963 promovierte. Von 1980 bis 1982 war sie als Gastprofessorin an der Case Western Reserve University in den USA tätig. Sie arbeitete für das Institut für Automatisierung an der Chinesischen Akademie der Wissenschaften als wissenschaftliche Mitarbeiterin, assoziierte Forschungsprofessorin, Forschungsprofessorin und danach 26 Jahre lang als Direktorin des Instituts. Sie war stellvertretende Generalsekretärin und Vizepräsidentin der Chinesischen Akademie der Wissenschaften. 1994 besuchte sie als Vizepräsidentin der Chinesischen Akademie der Wissenschaften die National Science Foundation und verhalf zu einem Konsens über den Aufbau der ersten direkten TCP / IP-Verbindung in China. Sie unterstützte den Zugang Chinas zum Internet mit einer Reihe von Initiativen, darunter 1997 die Gründung des China Internet Network Information Center. 2001 war sie Mitgründerin der Internet Society of China (ISC). Während ihrer Amtszeit als ISC-Präsidentin half sie auch bei der Einrichtung von Wohltätigkeitsprogrammen, die den Internetzugang für benachteiligte Studenten in China förderten. Sie ist Vorsitzende des ISC, Vizepräsidentin der chinesischen Vereinigung für Wissenschaft und Technologie, Mitglied der chinesischen Akademie für Ingenieurwissenschaften und Vorsitzende des Lenkungsausschusses für CNNIC. Sie ist auch Mitglied des Beirats für staatliche Informatisierung. Sie war Präsidentin der China Automation Society, Präsidentin der China Computer Society und Vorsitzende des Nationalen Komitees für ein Internationales Rechenzentrum in China. Seit den 1990er Jahren war sie verantwortlich für die Entwicklung und Erforschung eines Weltbank-Darlehensprojekts und spielte eine wichtige Rolle bei der Förderung der Internetverbindung Chinas zu den USA. Sie war Mitglied des Internationalisierter Domainname Committee von ICANN und war 2004 von der UN als Mitglied der Working Group on Internet Governance ernannt worden. 2013 wurde sie aufgrund ihres Beitrags zur globalen Internetentwicklung in die Internet Hall of Fame aufgenommen. Die Nationale Akademie der Wissenschaften der Ukraine nahm sie als auswärtiges Mitglied auf. Sie ist verheiratet und hat zwei Kinder.